# Kuhfelde
Kuhfelde – miejscowość i gmina w Niemczech, w kraju związkowym Saksonia-Anhalt, w powiecie Altmarkkreis Salzwedel, wchodzi w skład gminy związkowej Beetzendorf-Diesdorf.